# Rivière Pierriche
Pour les articles homonymes, voir Pierriche.
La rivière Pierriche, ou Grande rivière Pierriche, coule en Haute-Mauricie, dans le territoire non organisé du Lac-Ashuapmushuan, dans la MRC Le Domaine-du-Roy (segment nord) ; puis dans le territoire de La Tuque (segment Sud), en Mauricie, au Québec, au Canada.

## Géographie
Le bassin hydrographique de la rivière Pierriche est situé entre le bassin :
- du côté est, de Petite rivière Pierriche et la rivière Trenche, et
- du côté ouest, de la rivière Jolie (partie sud), "rivière Pierriche Nord-Ouest" et rivière Windigo (partie nord).

Le lac Marie (altitude : 385 m) qui constitue la tête de la rivière Pierriche, est situé dans le territoire non organisé du Lac-Ashuapmushuan, dans la MRC Le Domaine-du-Roy de la région administrative du Saguenay–Lac-Saint-Jean. La rivière Pierriche coule successivement dans les cantons de Dingall, de Papin (à la limite) et de Cadieux.
Cette rivière coule en territoire forestier sur environ 100 km vers le sud en serpentant par segment. Les principaux tributaires de la rivière Pierriche sont : Pierriche du Milieu (dite "Rivière du Milieu") et Pierriche Nord-Ouest (coulant dans le territoire non organisé du Lac-Ashuapmushuan et dans le canton d'Ingall de La Tuque). L'embouchure de la rivière Pierriche se déverse dans la "baie de la Grande Pierriche" qui est un appendice sur la rive-nord du réservoir Blanc. L'embouchure est située à environ 55 km au nord-ouest de La Tuque. Le réservoir Blanc constitue un renflement artificiel de la rivière Saint-Maurice, à cause du barrage hydroélectrique de Rapide-Blanc. À partir du réservoir Blanc, la rivière Pierriche est navigable jusqu'à une grande chute sur 7,8 km.
Par ailleurs, la Petite rivière Pierriche se déverse à 11,8 km en aval dans le Saint-Maurice par la baie de la Petite Pierriche.

## Toponymie
En 1877, l'arpenteur Gédéon Gagnon désigne cette rivière Pierriche et fait une bonne description de la rivière Pierriche dans son rapport sur l'exploration de la région. Deux lacs du secteur portent aussi le nom de Pierriche.
Plusieurs hypothèses expliquent l'origine du toponyme Pierriche :
1. Pierriche est un prénom français dérivé de Pierre.
2. Pierriche est un personnage utilisé dans les contes de l'écrivain Paul Stevens (1830-1881).
3. Inversion de l'expression riche en pierres.

En langue atikamekw, cette rivière est désignée Pakitaakani Sipi, signifiant là où on tend un filet.
Le toponyme rivière Pierriche a été inscrit le 5 décembre 1968 à la Banque des noms de lieux de la Commission de toponymie du Québec.